# Allocnemis maccleeryi
Allocnemis maccleeryi – gatunek ważki z rodziny pióronogowatych (Platycnemididae). Występuje we wschodniej Afryce – stwierdzono go jedynie w rejonie góry Ntchisi w środkowym Malawi.